# 白鳥姫 (シベリウス)
『白鳥姫』（典: Svanevit, 英: Swanwhite）は、ジャン・シベリウスが1908年に作曲した劇付随音楽および管弦楽組曲。作品54。今日ではもっぱら組曲が演奏される。

## 劇付随音楽
ヨハン・アウグスト・ストリンドベリの戯曲による。

## 管弦楽組曲
劇の上演後、シベリウスは付随音楽を7曲からなる組曲に編曲した。

### 構成
日本語訳はを参考にした。
- 第1曲「くじゃく」（The Peacock） - 劇ではくじゃくが歯をならす音をカスタネットで表現しているという。
- 第2曲「ハープ」（The Harp）- 題名どおり、ハープが活躍する曲。
- 第3曲「薔薇を持った乙女たち」（The Maidens with Roses）
- 第4曲「きけ、こまどりが歌っている」（Listen! The Robin sings）
- 第5曲「王子は一人」（The Prince alone）
- 第6曲「白鳥姫と王子」（Swanwhite and the Prince）
- 第7曲「賞讃の歌」（Song of Praise）